# Bundesverband Kunsthandwerk
Der Bundesverband Kunsthandwerk – Berufsverband Handwerk Kunst Design e. V.  ist die zentrale Interessenvertretung für das zeitgenössische Kunsthandwerk und die angewandte Kunst in Deutschland. Er macht sich stark für die kulturelle Bedeutung des Kunsthandwerks und fördert zugleich dessen wirtschaftliche Entwicklung – mit dem Ziel, den Wert, die Qualität und die Innovationskraft handwerklich-künstlerischer Arbeit nachhaltig sichtbar zu machen.
Kunsthandwerker und Kunsthandwerkerinnen sowie Designer und Designerinnen aus ganz Deutschland finden im Bundesverband Kunsthandwerk e.V. eine Plattform, die ihnen Gehör verschafft – regional, überregional und international. Der Verband vertritt die Interessen seiner Mitglieder gegenüber Politik, Verwaltung, Öffentlichkeit und Medien. Dabei setzt er sich für Rahmenbedingungen ein, die kreatives Arbeiten sichern und die Vielfalt des Kunsthandwerks als lebendige Kulturform stärken.
Die Förderung des zeitgenössischen Kunsthandwerks bedeutet für den Bundesverband Kunsthandwerk e.V., neue Impulse zu ermöglichen, Netzwerke zu knüpfen und Sichtbarkeit zu schaffen. Der Verband unterstützt die Professionalisierung seiner Mitglieder, bietet Beratung, regt den Austausch unter Kollegen und Kolleginnen an und entwickelt gemeinsam Strategien zur Zukunftssicherung des Kunsthandwerks.
Zu den Aktivitäten des Bundesverbandes Kunsthandwerk e.V. zählen die Organisation von Ausstellungen und Wettbewerben, die Unterstützung bei Messen und Verkaufsplattformen sowie die Zusammenarbeit mit internationalen Partnern*innen. Ziel ist es, handwerklich-künstlerische Qualität einem breiten Publikum zugänglich zu machen und die Position deutscher Kunsthandwerker und Kunsthandwerkerinnen im internationalen Austausch zu stärken.
Der Bundesverband Kunsthandwerk e.V. versteht sich als engagiertes Netzwerk für alle, die mit Leidenschaft gestalten, experimentieren und Traditionen neu interpretieren – eine Einladung an alle Kunsthandwerker und Kunsthandwerkerinnen sowie Designer und Designerinnen, sich mit ihren Ideen einzubringen und gemeinsam die Zukunft des Kunsthandwerks zu gestalten. Dabei lebt der Verband auch von der Unterstützung engagierter Partner, die mithelfen, diese Ziele noch nachhaltiger und wirkungsvoller umzusetzen.